# Данштедт
Данштедт (нем. Danstedt) — община в Германии, в земле Саксония-Анхальт. 
Входит в состав района Хальберштадт. Подчиняется управлению Харцфорланд-Хю.  Население составляет 539 человек (на 31 декабря 2006 года). Занимает площадь 14,10 км².

## Известные уроженцы и жители
- Друман, Вильгельм (1786—1861) — немецкий историк и археолог.